# 18 Pułk Strzelców (Imperium Rosyjskie)
18 pułk strzelców (ros. 18-й стрелковый полк) – pułk piechoty Armii Imperium Rosyjskiego.

## Historia pułku
26 lipca 1841 roku został sformowany 4 batalion strzelców (ros. 4-й стрелковый батальон). 14 sierpnia 1843 jednostka została przemianowana na Kaukaski batalion strzelców (ros. Кавказский стрелковый батальон), 18 marca 1857 na 1 batalion strzelców (ros. 1-й стрелковый батальон), a 31 sierpnia 1870 na 18 batalion strzelców (ros. 18-й стрелковый батальон). 31 grudnia 1888 batalion został przeformowany w 18 pułk strzelców (ros. 18-й стрелковый полк), w składzie dwóch batalionów. W latach 1907–1910 dowódcą oddziału był pułkownik Józef Szamota. W 1889 służbę w pułku rozpoczął Leon Pachucki.
Święto pułku obchodzono 26 lipca w rocznicę utworzenia 4 batalionu strzelców.
W 1914 stacjonował w Suwałkach i wchodził w skład 5 Brygady Strzelców należącej do 3 Korpusu Armijnego.